# Stade du Tivoli
Das Stade du Tivoli (voller Name: Stade Communal du Tivoli) ist ein Fußballstadion mit Leichtathletikanlage in der belgischen Stadt La Louvière, Provinz Hennegau, in der französischsprachigen Wallonie. Es bietet vier einzelne, überdachte Tribünen, die insgesamt über 12.500 Plätze verfügen. Eine sechsspurige Kunststoffbahn umschließt das Spielfeld.

## Geschichte

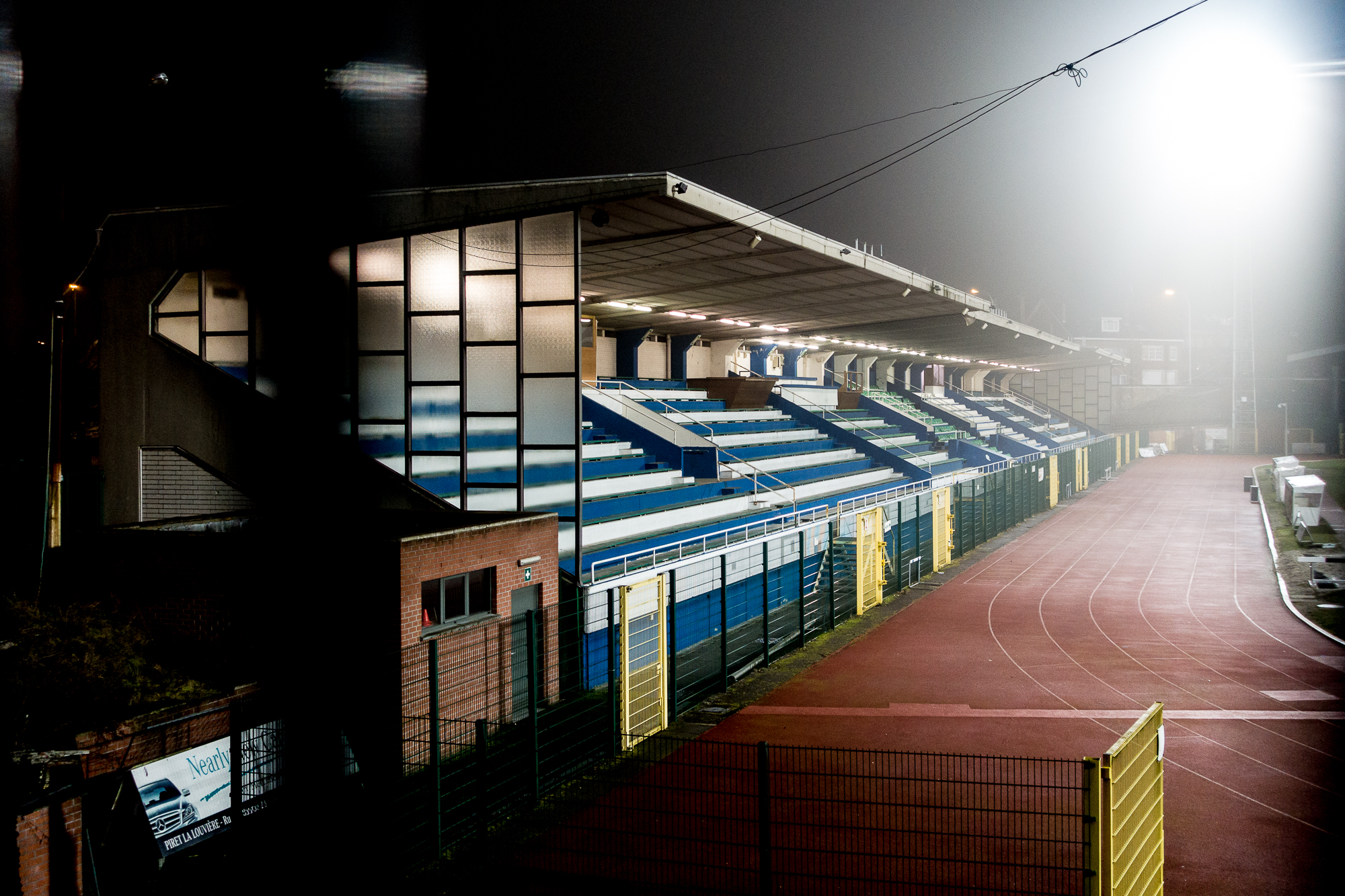
Die Haupttribüne im September 2015

Das Stade du Tivoli wurde am 12. Februar 1972 mit einem Ligaspiel zwischen dem R.A.A. La Louvière und Sporting Charleroi (4:1) eingeweiht. Es waren 18.000 Zuschauer anwesend, der bis heute gültige Besucherrekord. Der Fußballverein R.A.A. La Louvière war bis zur Auflösung 2009 im Tivoli beheimatet. Von 2003 bis 2005 wurde die Anlage renoviert. Seit 2011 nutzt auch die UR La Louvière Centre die Anlage als Heimspielstätte. Von 2017 bis 2025 war der neugegründete RAAL La Louvière im Stadion ansässig. 
Neben dem Stade du Tivoli wurde im Juni 2025 die Easi Arena mit 8086 Plätzen eröffnet. Mit der Fertigstellung ist der Rückbau der Haupttribüne im Tivoli geplant. Künftig soll das Stadion noch 3500 Plätze bieten.

## Spiele der U-19-Fußball-EM der Frauen 2023 in La Louvière
Das Stade du Tivoli war eines von vier Stadien der U-19-Fußball-Europameisterschaft der Frauen 2023.
- 18. Juli 2023, Gruppe B:  Tschechien –  Frankreich 0:1
- 21. Juli 2023, Gruppe B:  Island –  Tschechien 2:0
- 24. Juli 2023, Gruppe A:  Österreich –  Belgien 3:3